# 马迪亚姆格拉姆
马迪亚姆格拉姆（Madhyamgram），是印度西孟加拉邦North Twentyfour Parganas县的一个城镇。总人口155503（2001年）。

## 人口
该地2001年总人口155503人，其中男性79716人，女性75787人；0—6岁人口15864人，其中男8079人，女7785人；识字率76.01%，其中男性为80.48%，女性为71.31%。